# چاندراهار
چاندراهار (به لاتین: Chandrahar) یک روستا در بنگلادش است که در استان باریسال و در ناحیه باریسال واقع شده‌است.